# 建築3Dパース検定
建築3Dパース検定（けんちくスリーディーパースけんてい）は「一般社団法人コンピュータ教育振興協会」が実施する建築パース能力に関する検定である。
CAD利用技術者試験を主催する「一般社団法人コンピュータソフトウェア協会」が特別協賛している。
後援団体：日本建築士連合会／日本建築家協会／日本建築士事務所協会連合会／輸入住宅産業協議会

## 検定試験方法
インターネットによる、PCならびに建築系・汎用系3次元CADソフト/グラフィックソフトを利用した課題提出型の実技試験。
受験者は事前に公式サイトにて受験者登録を済ませ、専用Webページから、課題をダウンロードし、解答画を作成して、提出期限までに専用Webページに所定の方法でアップロードする。
課題として提供されるものは、作画条件やDXFの2次元図面等。
課題作成期間は1週間。ちなみに、第1回は平成24年2月1日 - 8日の8日間で実施された。

## 等級
初級・中級・上級の3段階の級があり、複数の評価項目について、それぞれ6段階評価を行い、総合得点によって級を決定する。
級の取得の有無にかかわらず、受験者全員に各自の評価表を提供するので、受験者は、自分の作品のどこが良くて、どこが悪いかということが理解できる。
上級評価者は建築プレゼンテーションのプロレベルであり、初級はパース作成を始めて間もない者、中級はその中間レベルである。

## 表彰制度
この検定の特徴は、資格試験でありながら、優秀作品を、金賞、銀賞、銅賞、佳作として表彰し、公式サイトにその表彰作品を公開していることである。
これは、建築実務におけるパース画の表現のあり方、あるいは、基準を示すものとしてスタートした、当検定の趣旨に基づいている。